# 석소룡
석소룡(陈小龙, 1988년 1월 6일 ~ )은 중화인민공화국의 배우, 무예, 텔레비전 배우이다.
덩펑시에서 태어났다.

## 방송
- 무적철교삼
- 방세옥
- 십이생초전기
- 포삼고외전
- 수당영웅전

## 영화
- 음양사: 엽요집 (2021년)
- 무적철교삼 (2014년)
- 비 내리는 소리를 듣다 (2014년)
- 방세옥 (2011년) - 홍희관 역
- 해양천국 (2010년)
- 엽문 2 (2010년)
- 쿵푸닌자 (2007년)
- 오룡천자 (2002년) - 석소룡 역
- 서유풍운록 (1999년)
- 협도정전 (1998년)
- 용재소림 (1996년)
- 황금도의 모험 (1996년)
- 십형제 (1995년)
- 도성 2 - 가두도성 (1995년)
- 소림소자 2 (1995년)
- 중국룡 (1995년)
- 소림소자 (1994년)